# Bandiera del Galles

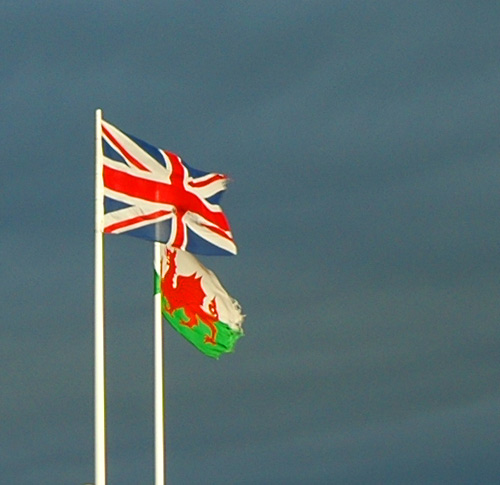
La bandiera gallese sventola accanto all'Union Flag.

La bandiera nazionale del Galles (in gallese Baner Cymru) consiste in un drago rosso (in gallese Y Ddraig Goch) in campo bianco e verde. Non esistono versioni standard del dragone, ma ve ne sono varie interpretazioni. La bandiera nazionale sovrana generale è la Union Flag britannica.
La bandiera attuale è quella ufficiale dal 1959, ed è basata su un vecchio motto usato dai monarchi inglesi e britannici sin dalla dinastia Tudor: on a mount vert a dragon gules (un drago rosso su un monte verde). Lo stesso drago rosso è stato per secoli associato al Galles; su questa base, la bandiera è stata spesso ritenuta come la più antica bandiera nazionale ancora in uso. L'origine dell'adozione del simbolo del drago si perde ora nella storia e nella mitologia gallese. Una teoria  è che il simbolo sia stato portato dagli antichi romani nell'area corrispondente all'attuale Galles durante l'invasione romana delle isole britanniche, ma potrebbe essere ancora più antico. Le strisce bianche e verdi della bandiera furono aggiunte dalla casa dei Tudor, la dinastia gallese che detenne il Regno d'Inghilterra dal 1485 al 1603 (il bianco e il verde sono anche i colori del porro, un altro simbolo nazionale gallese).
La più antica testimonianza dell'uso del dragone a simbolo del Galles è contenuta nella Historia Brittonum, scritta attorno all'820, ma è credenza popolare che sia stato lo stendardo di battaglia di Re Artù e di altri antichi comandanti celti. Molte leggende sono associate al drago gallese. La più famosa è la profezia di Merlino di una lunga lotta tra un drago bianco e un drago rosso. Secondo la profezia, dapprima avrebbe dominato il drago bianco, ma la vittoria sarebbe infine spettata al drago rosso. È un'allegoria della storica rivalità tra gallesi e Inglesi.
Galles e Bhutan sono attualmente gli unici paesi con un dragone sulla bandiera; tuttavia, sotto la dinastia Qing, anche sulla bandiera cinese era raffigurato un dragone.

## Esclusione dalla Union Flag
La bandiera del Galles è l'unica, tra quelle delle nazioni costitutive del Regno Unito, a non essere rappresentata nella Union Flag, la bandiera dell'Unione. La bandiera del Galles non ebbe alcun riconoscimento perché il paese venne annesso da Edoardo I nel 1282 e, a partire dai Laws in Wales Act 1535-1542, divenne parte integrante del Regno d'Inghilterra. È quindi dalla bandiera inglese che è rappresentato all'interno della Union Jack (la cui prima versione risale al 1606). Negli ultimi anni, sono emerse alcune istanze per la modifica della Union Jack, con l'introduzione della Bandiera del Galles (una proposta di Ian Lucas, membro del partito laburista gallese, vedeva il drago al centro della bandiera), ma non hanno avuto alcun seguito.

## Galleria d'immagini

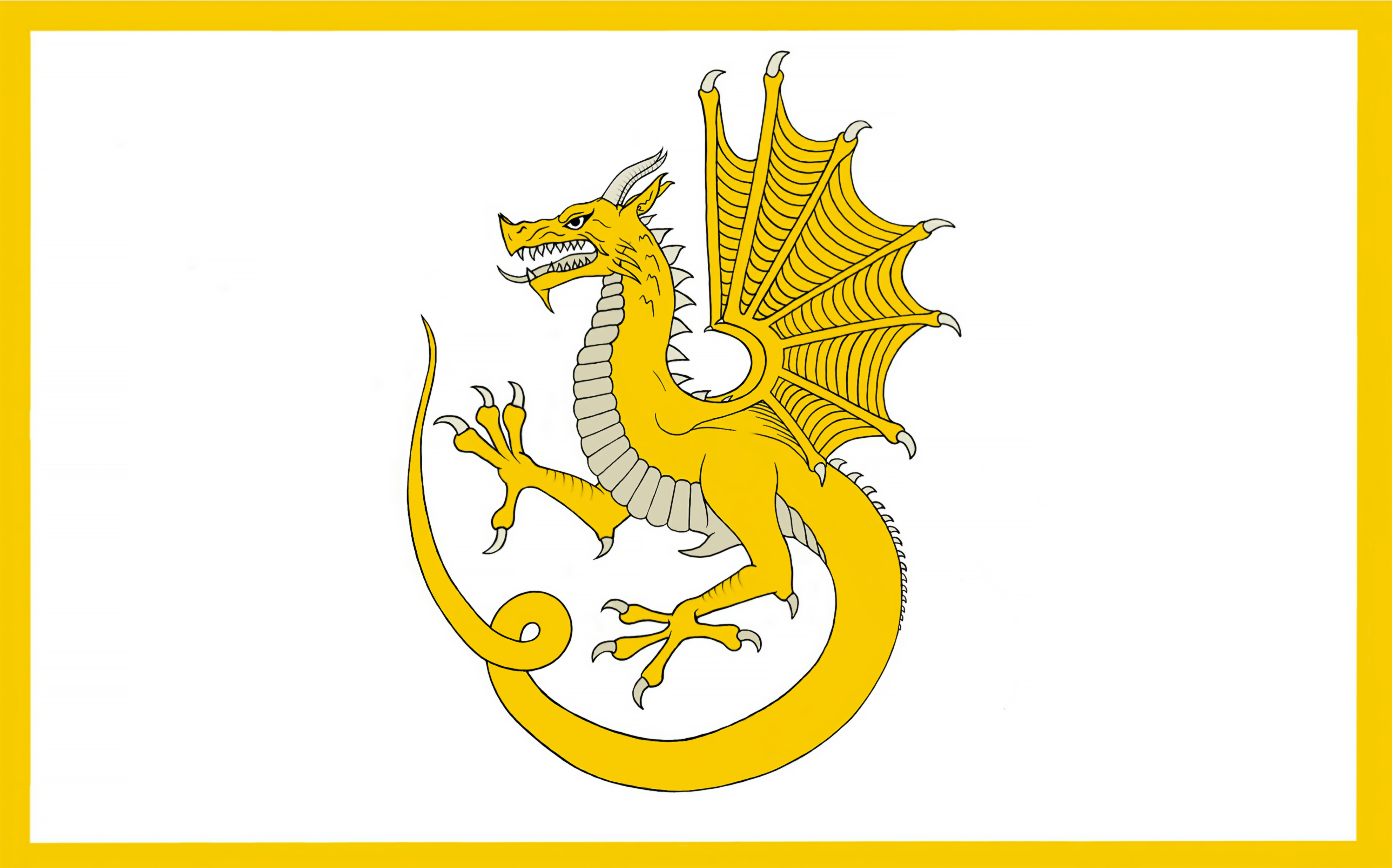
Y Draig Aur, stendardo reale di Owain Glyndŵr (1400-1416)
Bandiera gallese (1807-1953)
Bandiera gallese (1953-59)
La Bandiera di San David